# Elak-Oku
Elak-Oku est une commune du Cameroun située dans la région du Nord-Ouest et le département du Bui.

## Structure administrative de la commune
Outre la ville d'Oku et ses différents quartiers, la commune d'Elak-Oku comprend les villages suivants :
- Bow
- Fekeng
- Ibal
- Ibalichim
- Ichim
- Jikijem
- Kesoten
- Kfum
- Lang
- Lum
- Mbam
- Mbancham
- Mbockejikijem
- Mbockemlung
- Mbockenghas
- Mboc-kevu
- Mboh
- Ndum
- Ngashie
- Ngham
- Ngemsiba
- Ngvenkei I
- Ngvenkei II
- Nkfui
- Ntowel
- Simonkoh
- Tankiy